# Liste der Monuments historiques in Le Mung
Die Liste der Monuments historiques in Le Mung führt die Monuments historiques in der französischen Gemeinde Le Mung auf.

## Liste der Objekte

### Kirche Nativité-de-la-Sainte-Vierge
| Bezeichnung             | Beschreibung                                                                                       | Standort | Kennzeichnung | Schutzstatus | Datum | Bild |
| ----------------------- | -------------------------------------------------------------------------------------------------- | -------- | ------------- | ------------ | ----- | ---- |
| Kanzel                  | Holz, 18. Jahrhundert                                                                              | (Lage)   | PM17001864    | Inscrit      | 1999  |      |
| Hochaltar               | Altar, Tabernakel mit Expositionsnische und vier Statuetten; Dtein, Holz und Gips, 18. Jahrhundert | (Lage)   | PM17001486    | Inscrit      | 1985  |      |
| Statue Madonna und Kind | Holz, 18. Jahrhundert                                                                              | (Lage)   | PM17001321    | Inscrit      | 1982  |      |
| Glocke                  | Bronze, 1773 gegossen                                                                              | (Lage)   | PM17001865    | Inscrit      | 1999  |      |